# Astidamía
En la mitología griega, Astidamía (Ἀστυδάμεια) es reina de Yolco, esposa de Acasto e hija de Creteo. 
Acasto purificó a Peleo de la muerte del Rey Euritión de Ftía. Astidamía, la esposa de Acasto, se enamoró de Peleo, pero él la rechazó. Furiosa, envió un mensajero a Antígona, la mujer de Peleo e hija de Euritión, para decirle que Peleo se iba a casar con la hija de Acasto, Estérope; Antígona se suicidó. Astidamia entonces le dijo a su marido que Peleo había intentando violarla. Acasto llevó a Peleo de caza, escondió su espada, y entonces le abandonó frente a un grupo de centauros que le atacaron. Quirón, el sabio centauro, devolvió a Peleo su espada, y este logró escapar. Con la ayuda de Cástor y Pólux, Peleo saqueó Yolco, y cortó la cabeza a Astidamía. Después, caminó con su ejército por encima de sus restos. Puesto que Acasto y Astidamía estaban muertos, el reino recayó en el hijo de Jasón, Tésalo.